# HGTV
HGTV (un inițialism pentru Home & Garden Television – Televiziunea Casă și Grădină) este un canal de televiziune american tematic ce difuzează programe referitoare la amenajarea casei și vânzări imobiliare. Canalul a fost lansat în România pe 30 decembrie 2019. Este deținut de Warner Bros. Discovery.

## Referinte
1. ↑  „ARMA”.
2. ↑  Pagina de Media. „Televiziunea HGTV, cu programe despre casă și grădină, se lansează în România. Unde se va vedea”. Accesat în 28 decembrie 2020.
3. ↑  media-max.ro. „Digi (RCS – RDS) si Discovery lanseaza HGTV in Romania”. Accesat în 28 decembrie 2020.